# The Sims 2: Pets
"The Sims 2: Bichos de Estimação (Pets)" (BRA) ou "Os Sims 2: Animais de Estimação" (POR) é o quarto pacote de expansão do jogo de simulação da Maxis/EA, The Sims 2. O jogo introduz animais de estimação, como cachorros e gatos. The Sims 2- Bichos de Estimação foi mostrado em um trailer da Electronic Arts para promover a E3, e já foi anunciado oficialmente pelo site da Eletronic Arts.
Na expansão existem cerca de 30 espécies de cães (como Chow-Chows, São Bernardos, etc) e 15 espécies de gatos (como Siameses, Persas, etc), também roedores (hamsters), aves (papagaios, araras, etc.) e novos aquários. No jogo também é possível misturar as raças de cães e gatos, para criar uma nova raça totalmente diferente (apenas cães com cães e gatos com gatos). Porém devido a um recurso inicialmente chamado de "Crie-seu-Animal", o jogador pode criar (cães ou gatos) de infinitos tipos, uma vez que muitas coisas, como a aparência do animal, pode ser transformada de várias maneiras, assim como nos sims, além de tons da pele, tamanho do pelo, manchas, dentre outros.